# Степанова, Василиса Андреевна
Василиса Андреевна Степанова (дев. Костыгова) (род. 26 января 1993, Тверь) — российская гребчиха, выступающая в заездах двоек и четвёрок. Серебряный призёр олимпийских игр 2020 в Токио. Бронзовый призёр чемпионата Европы 2019 года. Заслуженный мастер спорта России (2021).

## Биография
Родилась в 1993 году в Москве вторым ребёнком в спортивной семье, отец спортсменки — гребец, Андрей Геннадьевич Костыгов, мастер спорта СССР международного класса по академической гребле, мать - гребчиха, Синицына Александра Федоровна, мастер спорта СССР по академической гребле. В детстве занималась плаванием, однако в возрасте двенадцати лет приняла решение сосредоточиться на гребном спорте. Первый наставник спортсменки — заслуженный тренер СССР Александр Алексеевич Сергеев. В 16 лет стала членом юношеской сборной России.
В 2010 году новым тренером спортсменки стал отец, который к тому времени стал тренером клуба ЦСКА. В 2014 году выиграла молодёжный чемпионат мира в заезде четвёрок парных. Вместе с классической греблей занималась и прибрежной греблей, в данной дисциплине стала двукратной чемпионкой мира 2018-2019 гг. 
В том же 2019 году выиграла бронзовые награды на чемпионате Европы в Люцерне в заездах восьмёрок.
В мае 2021 года в швейцарском Люцерне россиянки прошли квалификацию на Олимпиаду в Токио. На Олимпийских играх 29 июля в паре с Еленой Орябинской завоевала серебро в соревнованиях двоек распашных без рулевого.

## Личная жизнь
В 2014 году вышла замуж за гребца Василия Степанова и взяла фамилию супруга. Проживает в Москве.

## Награды
- Медаль ордена «За заслуги перед Отечеством» I степени (11 августа 2021 года) — за большой вклад в развитие отечественного спорта, высокие спортивные достижения, волю к победе, стойкость и целеустремлённость, проявленные на Играх XXXII Олимпиады 2020 года в городе Токио (Япония)[6]
- Медаль «За укрепление боевого содружества» (2021) (14 августа 2021)[7][8]